# Горгиладзе, Иван Кириллович
Иван Кириллович Горгиладзе (1920 год, село Натанеби, Озургетский уезд, Грузинская демократическая республика — неизвестно, село Натанеби, Махарадзевский район, Грузинская ССР) — бригадир колхоза имени Берия Махарадзевского района, Грузинская ССР. Герой Социалистического Труда (1951).

## Биография
Родился в 1920 году в крестьянской семье в селе Натанеби Озургетского уезда (сегодня — Озургетский муниципалитет). Окончил местную сельскую школу. С начала 1930-х годов трудился рядовым колхозником в местном колхозе имени Берия (с 1953 года — колхоз имени Ленина) Махарадзевского района, председателем которого был Василий Виссаринович Джабуа. В послевоенное время возглавлял бригаду чаеводов в этом же колхозе.
В 1950 году бригада под его руководством собрала в среднем с каждого гектара по 7630 килограммов сортового чайного листа с площади 9,9 гектаров. Указом Президиума Верховного Совета СССР от 23 июля 1951 года удостоен звания Героя Социалистического Труда за «получение в 1950 году высоких урожаев сортового зелёного чайного листа» с вручением ордена Ленина и золотой медали «Серп и Молот» (№ 6089).
Этим же Указом званием Героя Социалистического Труда были награждены труженики колхоза имени Берия, в том числе бригадиры Валерьян Алексеевич Бабилодзе, Дмитрий Несторович Баканидзе, Касьян Павлович Тавадзе, Пармен Кириллович Тавадзе, Владимир Илларионович Центерадзе, Василий Геронтиевич Чавлейшвили, звеньевые Мария Евсихиевна Горгиладзе, Нина Владимировна Зоидзе, Тамара Самсоновна Центерадзе, колхозницы Александра Теопиловна Болквадзе и  Александра Самсоновна Гобронидзе.
После выхода на пенсию проживал в родном селе Натанеби Махарадзевского района. Дата смерти не установлена.
Награды
- Герой Социалистического Труда
- Орден Ленина
- Орден Трудового Красного Знамени (29.08.1949)
- Медаль «За трудовую доблесть»